# Четыре ветра
Четыре Ветра (англ. Four Winds Plaza, ранее — Di Fronte De La Casa) — многофункциональный комплекс в Москве, расположен в Тверском районе. Включает в себя одноименные бизнес-центр, находящийся по адресу 1-я Тверская-Ямская улица, дом 21, и жилой комплекс на Большой Грузинской, дом 69.

## История
Строительство комплекса началось в начале 1990-х, однако кризис 1998 года помешал завершить проект в срок. «Четыре ветра» был введён в эксплуатацию в декабре 2007-го. Девелоперами проекта являлись компании AFI Development и «СТ Групп» (до 2007 года — «Снегири Девелопмент»)
.
В 2011-м бизнес-центр был признан самым удачным офисным зданием в конкурсе «Лучший проект 2011 года, реализованный в области строительства и инвестиций», организаторами конкурса выступали департамент градостроительства столицы, ассоциация инвесторов столицы и Москомархитектура. В 2012 году комплекс вошёл в рейтинг десяти самых красивых офисных зданий по данным компаний Cushman & Wakefield, Colliers International, CBRE, Praedium ONCOR International, S.A. Ricci.
В конце декабря 2012-го комплекс был продан консорциуму Millhouse, подконтрольному Роману Абрамовичу и Евгению Швидлеру. Сумма сделки составила примерно 370 миллионов долларов.

## Описание
Архитектурный проект здания разработала мастерская «Моспроект-2». Дизайны интерьеров разрабатывались американским архитектурным бюро NBBJ.
Бизнес-центр
Бизнес-центр представляет собой десятиэтажное здание, построенное в авангардном стиле. Фасад выполнен из розового стекла с зеркальным напылением, изготовленного AGC Glass Europe.
Общая площадь бизнес-центра составляет 28 308 м², из них 21 267 — арендуемая. Имеется подземная парковка на 146 машиномест.
Арендаторами бизнес-центра являются такие компании, как Imperial Tobacco, Moody’s, Barclays Capital, Total, Starbucks, Бахетле и другие. Специалисты считают бизнес-центры, расположенные в районе «Маяковской» — «Белорусской», самым дорогим сегментом рынка коммерческой недвижимости в Москве. На середину 2015 года в бизнес-центре было свободно почти 30 % площадей.
Жилой комплекс
Комплекс общей площадью 47 000 м² состоит из двух трехсекционных корпусов высотой 9-10 этажей. В нём 108 квартир свободной планировки и два пентхауса, а также фитнес-центр, торговые площади и трехуровневая подземная парковка, рассчитанная на 321 автомобиль.